# Карпачёв, Владимир Иванович
Владимир Иванович Карпачёв (1854—1923) — белёвский уездный предводитель дворянства, член Государственного совета.

## Биография
Из потомственных дворян Тульской губернии. Сын штабс-капитана Ивана Павловича Карпачёва и жены его Надежды Григорьевны. Землевладелец Тульской губернии (родовые 500 десятин).
Выдержал экзамен в объеме курса военной гимназии. В 1874 году поступил рядовым в лейб-гвардии Московский полк, был произведен в унтер-офицеры. В 1877 году — портупей-юнкер лейб-гвардии Резервного пехотного полка. 18 декабря 1877 года произведен в прапорщики с прикомандированием к тому же полку. В 1878 году был переведен в лейб-гвардии Измайловский полк, участвовал в русско-турецкой войне 1877—1878 годов. На 22 сентября 1882 года — прапорщик лейб-гвардии Измайловского полка. В 1888 году вышел в запас гвардейской пехоты в чине поручика, а 22 ноября 1894 года был уволен в отставку.
20 декабря 1894 года избран белёвским уездным предводителем дворянства, каковую должность занимал до революции 1917 года. Кроме того, в разные годы состоял почетным мировым судьей по Белёвскому уезду, почетным попечителем Белёвского реального училища и членом совета Тульского дворянского пансион-приюта. Дослужился до чина действительного статского советника (1906). Был членом «Кружка дворян, верных присяге» и уполномоченным тульского дворянства на съездах Объединенного дворянства.
21 января 1914 года избран членом Государственного совета от Тульского губернского земства на место А. А Салтыкова. Входил в правую группу. В годы Первой мировой войны был избран членом нескольких особых совещаний: для обсуждения и объединения мероприятий по перевозке топлива, продовольствия и военных грузов, по устройству беженцев, для обсуждения и объединения мероприятий по обеспечению топливом путей сообщения, государственных и общественных учреждений и предприятий, работающих для целей государственной обороны
После Октябрьской революции в эмиграции в Болгарии. Умер в 1923 году в Шумене. Был женат дважды.

## Награды
- Орден Святого Станислава 2-й ст. (1896)
- Орден Святой Анны 2-й ст. (1899)
- Орден Святого Владимира 4-й ст. (1904)
- Орден Святого Владимира 3-й ст. (1909)
- Орден Святого Станислава 1-й ст. (1911)